# Николаевка (Краснопламенское сельское поселение)
Николаевка — деревня в Александровском районе Владимирской области России, входит в состав Краснопламенского сельского поселения.

## География
Деревня расположена в 15 км на юго-восток от центра поселения посёлка Красное Пламя и в 16 км на северо-запад от города Александрова.

## История
В конце XIX — начале XX века деревня входила в состав Тирибровской волости Александровского уезда. В 1859 году в деревне числилось 24 дворов, в 1905 году — 45 дворов, в 1926 году — 66 дворов.
С 1929 года деревня являлась центром Николаевского сельсовета Александровского района, с 1941 года — в составе Дубровского сельсовета Струнинского района, с 1965 года — в составе Александровского района, с 1967 года — в составе Краснопламенского сельсовета, с 2005 года — в составе Краснопламенского сельского поселения.

## Население
| 1859 | 1905 | 1926 | 2002 | 2010 | 2021 |
| ---- | ---- | ---- | ---- | ---- | ---- |
| 238  | ↗329 | ↗394 | ↘6   | ↘3   | ↗9   |